# Санта-Пуденціана

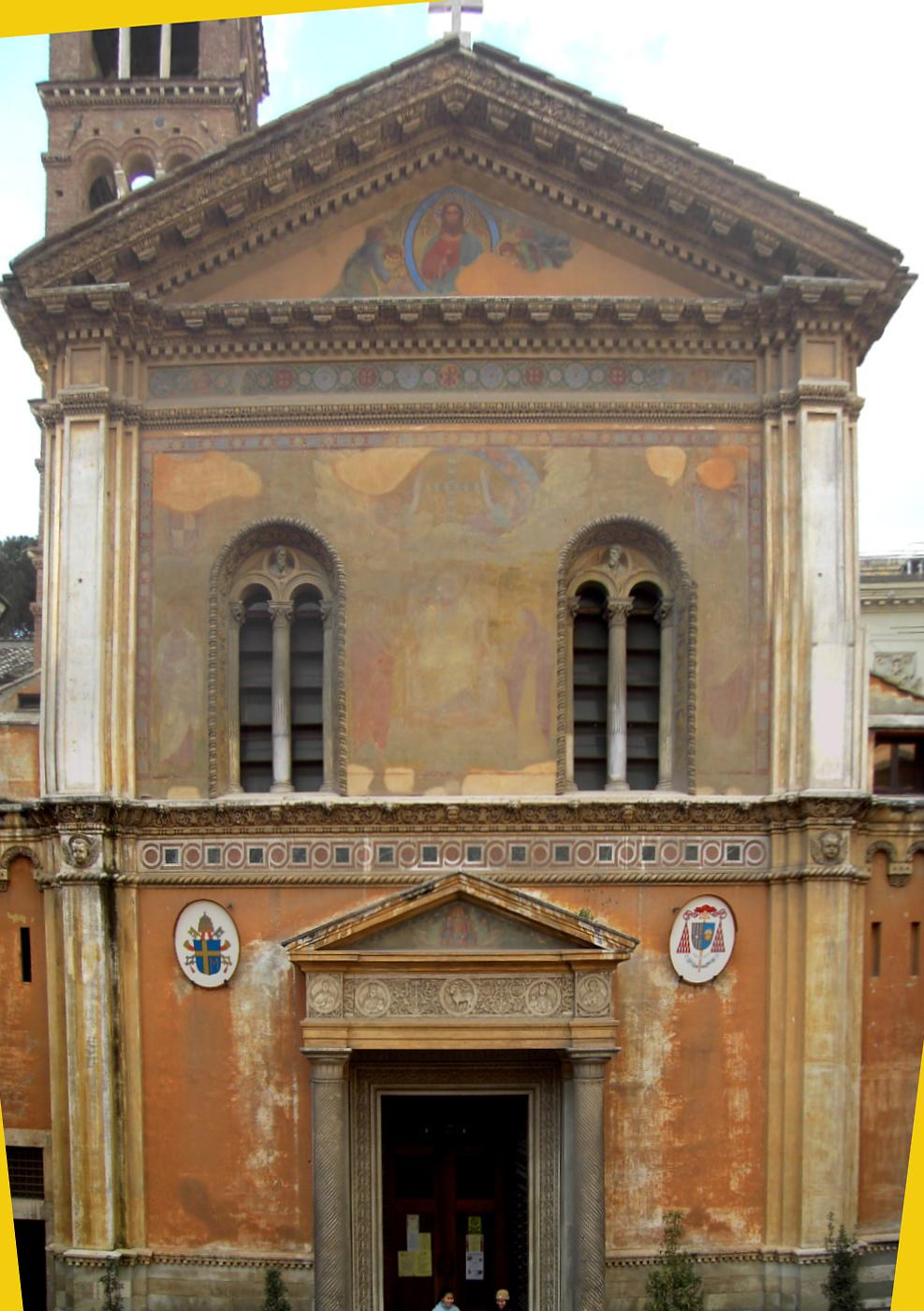
Фасад церкви

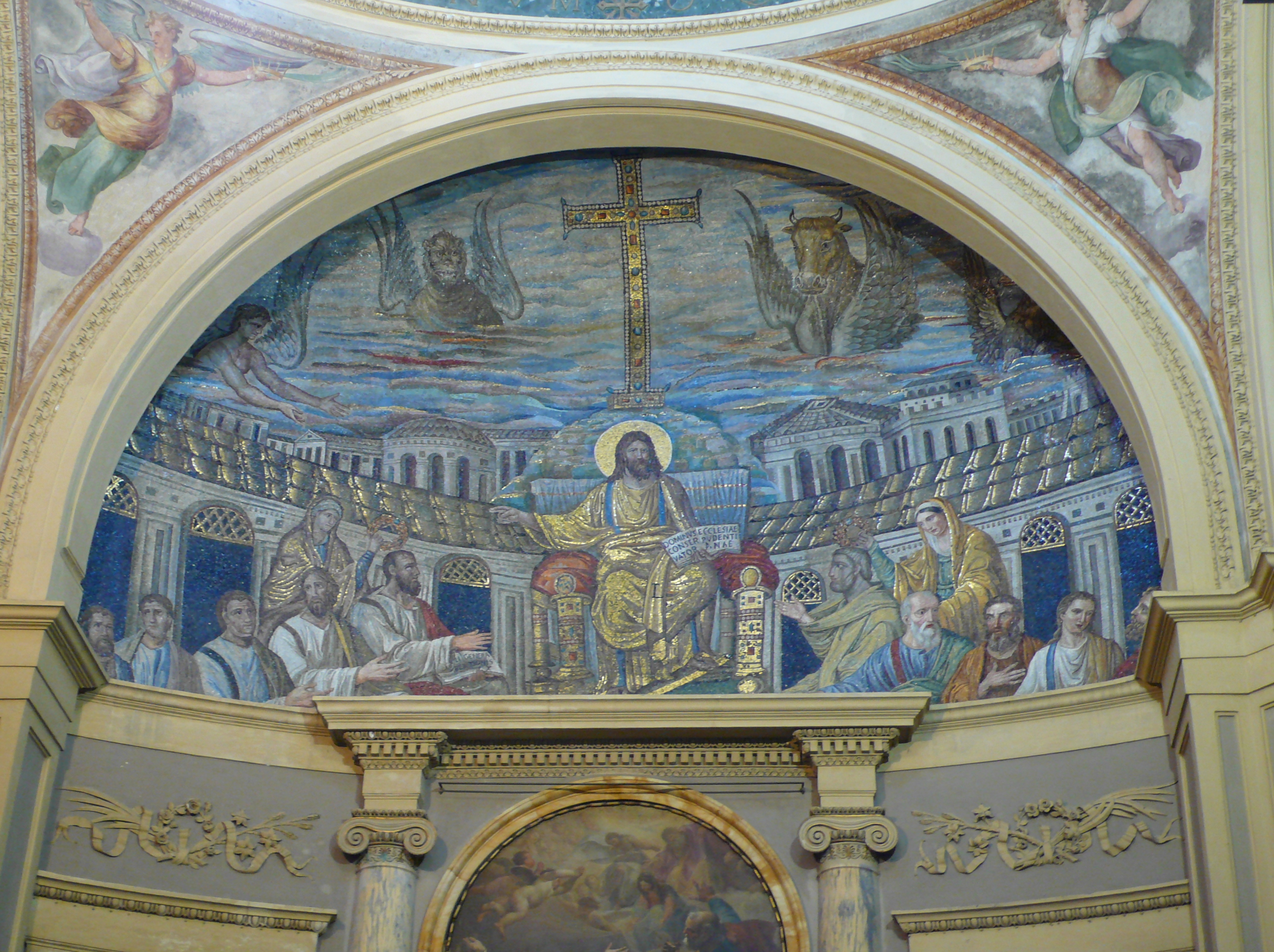
Абсида з мозаїкою

Санта-Пуденціана (італ. Santa Pudenziana) — невелика тринавова церква в Римі, побудована в IV столітті над житловим будинком II століття н. е. в пам'ять про сестру Пракседи Римської (Praxedis, Санта-Прасседе) в. Пуденціюі  найбільше відома своїми прекрасними мозаїками 402–417 рр.

## Історія
Знаходиться на Віміналі поруч з церквою Санта-Прасседе. Дзвіниця була добудована у XIII ст. Зсередини храм перебудовувався у 1588 році. У 1894 році Папою Левом XIII переведена у титулярну церкву.

## Титулярна церква
Церква Санта-Пуденціана є титулярною церквою, кардиналом-священником з титулом церкви Санта Пуденціана.
- Йоахим Майснер, кардинал-священик з 29 січня 1983 року по 5 липня 2017 року.
- Томас Акіно Маньо Маеда, кардинал-священик з 28 червня 2018 року.